# Handball-Weltmeisterschaft der Männer 2029/Qualifikation
Die Qualifikation zur Teilnahme an der Handball-Weltmeisterschaft der Männer 2029 begann im April 2024 mit dem Zuschlag der Ausrichtung der Weltmeisterschaft und endet mit dem Abschluss der Qualifikationsspiele. Am Turnier werden 32 Mannschaften teilnehmen.

## Richtlinien der IHF
Die Startplätze bei der Weltmeisterschaft werden nach den Richtlinien der IHF vergeben. Diese sehen Pflicht- und Leistungsplätze, Plätze für den Organisator und den amtierenden Weltmeister und Wildcards vor. Um die Pflicht- und Leistungsplätze zu erhalten, haben die Kontinentalföderationen bestimmte Bedingungen zu erfüllen.
Gesetzt sind die Organisatoren und der amtierende Weltmeister. Zwölf Leistungsplätze werden an die Kontinentalföderationen auf der Grundlage der Mannschaften auf Rang 1–12 der vorangegangenen Weltmeisterschaft zugeteilt; ist der amtierende Weltmeister gleichzeitig Ausrichter der nächsten Weltmeisterschaft, erhält die Kontinentalföderation des amtierenden Weltmeisters einen zusätzlichen Leistungsplatz. 17 Pflichtplätze gehen an Mannschaften der Verbände in Afrika, Asien, Europa, Nordamerika und Karibik, Süd- und Zentralamerika sowie ggf. Ozeanien und eine Wildcard.

## Direkte Qualifikation
Direkt qualifiziert sind die Verbände der Organisatoren und des amtierenden Weltmeisters.
- Frankreich und Deutschland als Organisatoren

## Leistungsplätze und Pflichtplätze (Stand: 2024)
Grundsätzlich zwölf Leistungsplätze werden an die Kontinentalföderationen auf der Grundlage der Mannschaften auf Rang 1–12 der vorangegangenen Weltmeisterschaft zugeteilt.

### Afrika
Der Handballverband Afrikas, Confédération Africaine de Handball (CAHB), erhält vier Pflichtplätze für die Teilnahme an der Weltmeisterschaft, dafür müssen acht Mannschaften am Qualifikationsturnier der Kontinentalföderation (Afrikameisterschaft) teilnehmen. Das entsprechende Turnier ist die Afrikameisterschaft 2028.

### Asien
Der Handballverband Asiens (Asiatische Handballverband (AHF)) erhält vier Pflichtplätze für die Teilnahme an der Weltmeisterschaft, dafür müssen acht Mannschaften am Qualifikationsturnier der Kontinentalföderation (Asienmeisterschaft) teilnehmen. Das entsprechende Turnier ist die Asienmeisterschaft 2028.

### Europa
Der Handballverband Europas, die Europäische Handballföderation (EHF), erhält grundsätzlich vier Pflichtplätze für die Teilnahme an der Weltmeisterschaft, dafür müssen acht Mannschaften am Qualifikationsturnier der Kontinentalföderation (Europameisterschaft) teilnehmen. Das entsprechende Turnier ist die Europameisterschaft 2028.

### Nordamerika und Karibik
Der Handballverband von Nordamerika und der Karibik, die Handballkonföderation Nordamerikas und der Karibik (NACHC), erhält einen Pflichtplatz für die Teilnahme an der Weltmeisterschaft, dafür müssen vier Mannschaften am Qualifikationsturnier der Kontinentalföderation (Nordamerikanische und karibische Handballmeisterschaft) teilnehmen. Das entsprechende Turnier ist die nordamerikanische und karibische Meisterschaft 2028.

### Ozeanien
Die Kontinentalföderation Ozeaniens (Ozeanische Verband (OCHF))  besitzt keinen direkten Pflichtplatz für eine Qualifikationsveranstaltung auf kontinentaler Ebene, ist jedoch eingeladen zu den Qualifikationsveranstaltungen Asiens (Asienmeisterschaft). Wenn der Vertreter Ozeaniens bei der Qualifikationsveranstaltung Asiens mindestens den fünften Platz erreicht, erhält er einen Pflichtplatz.

### Süd- und Mittelamerika
Der Handballverband für Südamerika und Zentralamerika, die Süd- und zentralamerikanische Handballkonföderation (COSCABAL), erhält drei Pflichtplätze für die Teilnahme an der Weltmeisterschaft, dafür müssen sechs Mannschaften müssen am Qualifikationsturnier der Kontinentalföderation (Süd- und mittelamerikanische Handballmeisterschaft) teilnehmen. Das entsprechende Turnier ist die süd- und mittelamerikanische Meisterschaft 2028.

### Wildcards
Startplätze können durch Wildcard bestimmt werden.

## Liste der Teilnehmer
Die nachfolgend aufgeführten Mannschaften nehmen an der Weltmeisterschaft 2029, der 31. Austragung des Turniers seit 1938, teil. Die Tabelle zeigt das Datum der Qualifizierung, den Kontinentalverband und die Anzahl der bisherigen Weltmeisterschaftsteilnahmen.
| Mannschaft aus | Kontinent (Verband) | Qualifiziert als | Datum der Qualifikation | Teilnahmen an den bisherigen 30 Weltmeisterschaften | Teilnahmen an den bisherigen 30 Weltmeisterschaften | Teilnahmen an den bisherigen 30 Weltmeisterschaften |
| Mannschaft aus | Kontinent (Verband) | Qualifiziert als | Datum der Qualifikation | Anzahl                                              | Jahre | Titel                                               |
| -------------- | ------------------- | ---------------- | ----------------------- | --------------------------------------------------- | --- | --------------------------------------------------- |
| Frankreich     | Europa (EHF)        | Organisator      | 16. April 2024          | 24                                                  | 1954, 1958, 1961, 1964, 1967, 1970, 1978, 1990, 1993, 1995, 1999, 2001, 2003, 2005, 2007, 2009, 2011, 2013, 2015, 2017, 2019, 2021, 2023, 2025                               | 6 (1995, 2001, 2009 2011 2015 2017)                 |
| Deutschland    | Europa (EHF)        | Organisator      | 16. April 2024          | 29                                                  | 1938, 1954, 1958, 1961, 1964, 1967, 1970, 1974, 1978, 1982, 1986, 1990, 1993, 1995, 1999, 2001, 2003, 2005, 2007, 2009, 2011, 2013, 2015, 2017, 2019, 2021, 2023, 2025, 2027 | 3 (1938, 1978, 2007)                                |